# Ardon Jashari
Ardon Jashari (* 30. Juli 2002 in Cham) ist ein Schweizer Fussballspieler. Der Mittelfeldspieler steht aktuell bei der AC Mailand in Italien unter Vertrag und ist seit 2022 Nationalspieler seines Heimatlandes.

## Karriere
Jashari begann seine Laufbahn in der Jugend des FC Luzern. In der Saison 2019/20 kam er zu zwei Einsätzen für die zweite Mannschaft in der viertklassigen 1. Liga, die aufgrund der COVID-19-Pandemie nach 14 Spieltagen abgebrochen wurde. Zudem gab er am 31. Juli 2020, dem 35. Spieltag, beim 2:1 gegen den FC Zürich sein Debüt für die Profis in der erstklassigen Super League, als er kurz vor Spielende für Mark Marleku eingewechselt wurde. Bis Saisonende kam er zu insgesamt zwei Partien in der höchsten Schweizer Spielklasse. In der folgenden Spielzeit bestritt er zehn Spiele für die Reservemannschaft in der 1. Liga, in denen er drei Tore erzielte. Die vierte Schweizer Liga wurde jedoch COVID-bedingt nach 13 Spieltagen beendet. Der Mittelfeldspieler fungierte meist als Kapitän der zweiten Mannschaft. Ab dem Frühjahr 2022 konnte er sich in der Profimannschaft der Luzerner als Stammspieler durchsetzen und machte mit guten Leistungen auf sich aufmerksam.
Im September 2022 wurde Jashari in der Nations-League-Partie gegen Tschechien erstmals für die Schweizer Nationalmannschaft aufgeboten. Im November und Dezember 2022 nahm er mit ihr an der Weltmeisterschaft teil. Während des Turniers kam er zu einem Kurzeinsatz im Achtelfinalspiel gegen Portugal, bei dem die Mannschaft ausschied. Indirekt erhielt Jashari während der Vorrunde Aufmerksamkeit, als sein Teamkollege Granit Xhaka nach dem Sieg gegen Serbien in einem Trikot von Jashari jubelte, was aufgrund der Namensgleichheit mit Adem Jashari als politische Geste interpretiert wurde.
Im Sommer 2024 wechselte Jashari, gegen Zahlung der bis dahin höchsten Ablösesumme in der Luzerner Klubgeschichte in Höhe von etwa sechs Millionen Euro, zum FC Brügge in die belgische Division 1A. In seiner ersten Saison dort bestritt er 35 von 40 möglichen Ligaspielen, bei denen er drei Tore erzielte, sowie sechs Pokalspiele mit einem Tor und elf Spiele in der Champions League. Die Saison endete mit dem Gewinn des belgischen Pokals.
Anfang August 2025 wechselte Jashari nach Italien zur AC Mailand und unterschrieb dort einen Vertrag bis 2030.

## Erfolge
- Belgischer Pokalsieger: 2024/25